# Djúpivogur
Djúpivogur é uma localidade e um município na Islândia. Em 2018 tinha uma população de cerca de 357 habitantes.